# 고토구
고토구(일본어: 江東区 고토쿠[*])는 일본 도쿄도에 있는 23개의 특별구 중 하나이다.

## 지리
도쿄만 해안 지역의 주오구와 에도가와구 사이에 위치한다. 내륙 쪽으로는 스미다구와 접한다. 땅의 대부분이 매립된 곳으로 오래된 절이나 신사가 거의 없다.
도쿄도의 동쪽에 위치하고 서쪽으로 스미다강, 동쪽으로 아라카와강에 의해 경계 지어진다. 주요 지구로는 가메이도, 기바, 기요스미, 몬젠나카초, 시라카와, 도요스가 있다. 고토구 아리아케의 새로이 개발된 해안 지역은 도쿄만 임해부도심 지역의 일부이다.

## 역사
고토구의 서쪽은 예전에 도쿄시 후카가와구의 일부였다. 고토구는 간토 대지진과 제2차 세계 대전 때의 도쿄 대공습으로 심각한 피해를 입었다. 고토구는 1947년 3월 15일에 후카가와구와 조토구가 합쳐져 성립되었다.

## 교통

### 도로
- 수도고속도로
- 국도 제14호선
- 국도 제357호선

### 일반국도
- 도쿄도도 제484호선
- 도쿄도도 제477호선

### 철도
- 동일본 여객철도
  - 소부 쾌속선(소부 본선)
    - (철도역 없음)

  - 주오·소부 완행선(소부 본선)
    - 가메이도역

  - 게이요선
    - 엣추지마역 - 시오미역 - 신키바역
- 도쿄 메트로
  - 도자이선
    - (주오구) - 몬젠나카초역 - 기바역 - 도요초역 - 미나미스나마치역 - (에도가와구)

  - 유라쿠초선
    - 도요스역 - 다쓰미역 - 신키바역

  - 한조몬선
    - 기요스미시라카와역 - 스미요시역
- 도쿄도 교통국(도에이 지하철)
  - 신주쿠선
    - 모리시타역 - (스미다구) - 스미요시역 - 니시오지마역 - 오지마역 - 히가시오지마역

  - 오에도선
    - 모리시타역 - 기요스미시라카와역 - 몬젠나카초역
- 도부 철도
  - 가메이도선
    - 가메이도스이진역 - 가메이도역
- 도쿄 임해고속철도
  - 린카이선
    - 신키바역 - 시노노메역 - 국제전시장역 - 도쿄 텔레포트역
- 유리카모메
  - 도쿄 임해 신교통 임해선
    - 배의 과학관역 - 텔레컴 센터역 - 아오미역 - 국제전시장정문역 - 아리아케역 - 아리아케테니스노모리역 - 시장앞역 - 신토요스역 - 도요스역

가메이도역과 신키바역 사이에 경전철을 부설한다는 계획이 있다.

### 공항
- 도쿄 헬리포트

## 경제
아이벡스 항공, 세타 주식회사의 본사가 고토 구에 있다. 소니가 운영하는 아리아케 업무 센터가 고토에 있다.

## 시설
- 도쿄 국제전시장
- 도쿄도 현대미술관
- 아리아케 콜로세움

## 출신자
- 가하라 도모미
- 모치다 가오리
- 오즈 야스지로
- 아카니시 진
- 토쿠노 유우시